# Brigitte Bardot

Bardot (2002)

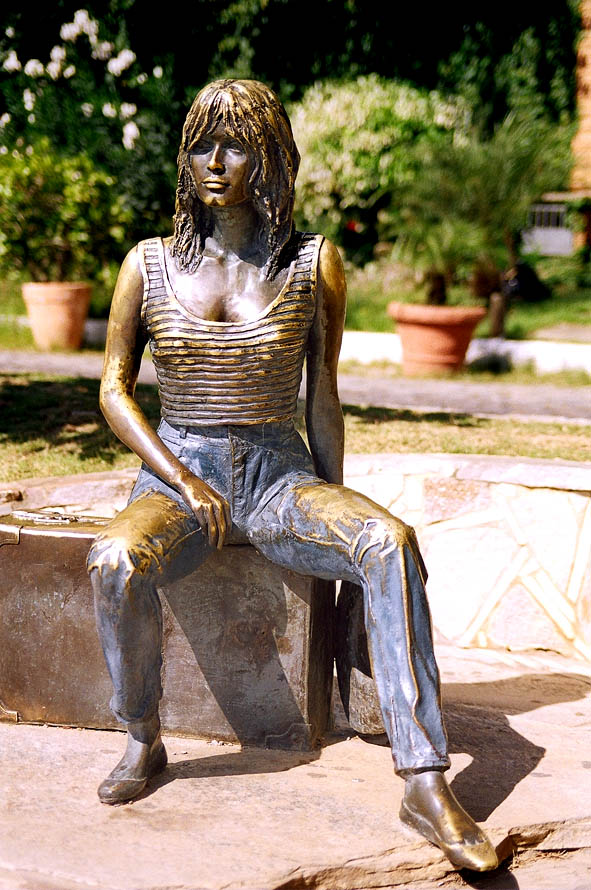
Posąg Brigitte Bardot w Buzios (w Brazylii)

Brigitte Anne Marie Bardot (ur. 28 września 1934 w Paryżu) – francuska modelka, piosenkarka i aktorka filmowa, symbol seksapilu w latach 50. i 60. XX wieku, jedna z największych gwiazd francuskiego kina; później także działaczka na rzecz ochrony praw zwierząt.
Grała w filmach u boku aktorów, takich jak Alain Delon (Sławne miłości, Trzy kroki w szaleństwo), Jean Gabin (Na wypadek nieszczęścia), Sean Connery (Shalako), Jean Marais (Gdyby Wersal mógł mi odpowiedzieć, Przyszłe gwiazdy), Lino Ventura (Bulwar Rumu), Annie Girardot (Nowicjuszki), Claudia Cardinale (Królowe Dzikiego Zachodu), Jeanne Moreau (Viva Maria!), Jane Birkin (Don Juan).

## Życiorys

### Rodzina i edukacja
Urodziła się jako jedna z dwóch córek Louisa Bardot i Anne Marie Mucel. Ojciec, dyplomowany inżynier, prowadził rodzinny interes. Ma siostrę, Marie-Jeanne. Za sprawą matki rozpoczęła naukę tańca w szkole baletowej. W 1947 została przyjęta do Konserwatorium Paryskiego i przez trzy lata, wraz z Leslie Caron, uczęszczała do klasy baletowej rosyjskiego choreografa Borisa Kniaziewa.

### Kariera
W 1949 pozowała dla magazynu „Jardin des Modes”, którym zarządzała przyjaciółka jej matki, dziennikarka Hélène Lazareff. W 1950 pracowała dla marcowego wydania francuskiego „Elle”. Podczas sesji została zauważona przez reżysera Rogera Vadima (jej późniejszego męża), który zapoznał ją ze scenarzystą Markiem Allégretem, ten jednak uznał ją za niezbyt atrakcyjną.
Zadebiutowała jako aktorka filmowa rolą w komedii Wioska w Normandii (Le trou Normand, 1952). W latach 1952–1956 pojawiła się w 17 filmach. W 1953 zagrała rolę w sztuce Jeana Anouilha Zaproszenie do zamku (L'Invitation au château). Zwróciła na siebie uwagę mediów pojawieniem się na Festiwalu Filmowym w Cannes w kwietniu 1953. W pierwszej połowie lat 50. grała głównie role młodych dziewcząt w komediach romantycznych. Zagrała epizodyczne role w trzech filmach anglojęzycznych – w brytyjskiej komedii Doctor at Sea (1955) i amerykańskich: Helena Trojańska (1954) i Act of Love (1954).
Przełomem w jej karierze była rola niezbyt moralnej nastolatki, prowokującej społeczność niewielkiego miasteczka, w filmie Rogera Vadima I Bóg stworzył kobietę (1956). Nasycona erotyzmem scena tańca na stole przyniosła jej sławę i spowodowała istotną zmianę w podejściu do tematów erotycznych w kinie światowym. Film odniósł światowy sukces, do czego przyczyniła się m.in. uroda i seksapil Bardot. Charles de Gaulle mówił, że Bardot była „francuskim artykułem eksportowym równie ważnym, jak samochody Renault”. Poza filmami, do postrzegania Bardot jako symbolu seksu i zmysłowości w dużym stopniu przyczyniły się zdjęcia, które jej robił fotograf Sam Levin. Wiele zdjęć aktorki z lat 50. i 60. wykonał również brytyjski fotograf Cornel Lucas.
29 października 1956 uczestniczyła w dorocznej gali z udziałem brytyjskiej królowej Elżbiety II w Empire Theatres w Londynie. W tym samym roku na Festiwalu Filmowym w Cannes spotkała się z 74-letnim Pablo Picasso, co przyciągnęło uwagę mediów. Zagrała w Babette idzie na wojnę (1959). Za rolę w filmie Henriego-Georges’a Cluzota Prawda (La vérité, 1960) otrzymała od Włoskiej Akademii Filmowej nagrodę im. Davida di Donatello dla najlepszej aktorki zagranicznej. Wkrótce później przeprowadziła się do Saint-Tropez, po czym zagrała w filmie Jena-Luca Godarda Pogarda (1963).
Równolegle z karierą aktorską, w latach 60. i 70. brała udział w różnych muzycznych spektaklach i nagrywała piosenki, współpracując głównie z piosenkarzami, takimi jak: Serge Gainsbourg, Bob Zagury i Sacha Distel. Nagrała m.in. utwory: „Harley Davidson”, „Je me donne à qui me plaît”, „Bubble Gum”, „Contact!”, „Je reviendrai toujours vers toi”, „L'appareil à sous”, „La Madrague”, „On déménage”, „Sidonie”, „Tu veux, ou tu veux pas?”, „Le Soleil de ma vie (cover hitu Steviego Wondera „You Are the Sunshine of My Life”) i Je t’aime... moi non plus.
W 1973 oznajmiła, że rezygnuje z aktorstwa. Na dzień przed swoimi 40. urodzinami (po występach w ponad 40. filmach i nagraniu kilku płyt), W 1974, dla uczczenia swoich 40. urodzin, zdecydowała się na nagą sesję zdjęciową we włoskiej edycji magazynu „Playboy”.

### Działalność na rzecz praw zwierząt
Po wycofaniu się z filmu w 1974 postanowiła wykorzystać swoją sławę do promowania praw zwierząt. W 1986 założyła „The Brigitte Bardot Foundation for the Welfare and Protection of Animals” i została wegetarianką. Zebrała trzy miliony franków francuskich na finansowanie fundacji dzięki licytacji, wystawiając na sprzedaż wiele przedmiotów osobistych. W 1999 w liście do chińskiego przywódcy Jiang Zemina, opublikowanym w języku francuskim przez magazyn VSD, oskarżyła Chiny o torturowanie i zabijanie niedźwiedzi oraz wykorzystywanie tygrysów i nosorożców do produkowania afrodyzjaków.
W latach 2001–2003 przekazała ponad 140 tys. dolarów na sterylizację bezpańskich psów w Bukareszcie, których liczbę szacuje się na 300 tys. Planowała wybudować dom dla bezdomnych zwierząt, a całość budowy miała być sponsorowana przez aktorkę.
Na początku 2013 zagroziła, że zrzeknie się obywatelstwa francuskiego, jeżeli władze nie zapobiegną uśpieniu dwóch słoni z ogrodu zoologicznego w Lyonie chorujących na gruźlicę.

## Życie prywatne

### Związki
21 grudnia 1952 wyszła za reżysera Rogera Vadima, który – dla uzyskania zgody rodziców Bardot na ślub – przeszedł z prawosławia na katolicyzm. 6 grudnia 1957 małżonkowie się rozwiedli, ale w późniejszych latach często współpracowali.
Podczas pracy nad filmem I Bóg stworzył kobietę nawiązała romans z Jeanem-Louisem Trintignantem, ale ich trwający dwa lata związek nie był łatwy z uwagi na odbywaną w tym czasie przez aktora służbę wojskową oraz romans Bardot z piosenkarzem Gilbertem Bécaud.
18 czerwca 1959 poślubiła aktora Jacquesa Charriera, z którym zagrała w Babette idzie na wojnę (1959) i z którym ma swoje jedyne dziecko – syna Nicolasa-Jacquesa. Ze względu na zainteresowanie paparazzi poród miał miejsce w apartamencie Bardot w Paryżu (przy alei Paul-Doumer 71 w 16. dzielnicy Paryża) przy zamkniętych okiennicach. Po rozwodzie z Charrierem (20 listopada 1962) Nicolasem zajęła się rodzina Jacquesa, a Bardot nie utrzymywała z synem ścisłych kontaktów aż do jego pełnoletności.
14 lipca 1966 wyszła za milionera Guntera Sachsa, z którym rozwiodła się 1 października 1969. Miała romanse z: Samim Freyem, Sergem Gainsbourgiem i Sachą Distelem. W latach 70. związana była z rzeźbiarzem Miroslavem Brozkiem, dla którego pozowała jako modelka. 16 sierpnia 1992 poślubiła Bernarda d'Ormale, byłego doradcę prawnego Frontu Narodowego.

## Polityka, kontrowersje i problemy prawne
Bardot była pierwszą kobietą niehistoryczną, której twarz posłużyła jako wzorzec dla podobizn Marianny, emblematu Republiki Francuskiej (w 1969; rzeźbę wykonał Alain Gourdon). Wyraziła poparcie dla prezydenta Charles’a de Gaulle’a w 1960.
W książce pt. Le Carré de Pluton  z 1999 skrytykowała rytualny ubój owiec podczas muzułmańskiego święta Id al-Adha, a w jednym z rozdziałów napisała: Francja, moja ojczyzna, mój kraj, jest ponownie atakowana przez przeludnienie cudzoziemców, zwłaszcza muzułmanów. Za te słowa francuski sąd w czerwcu 2000 ukarał aktorkę grzywną w wysokości 30 tys. franków.
W 2003 wywołała skandal treścią książki pt. Un cri dans le silence, Editions du Rocher (pol. Krzyk w ciszy), w której skrytykowała m.in. część społeczności gejowskiej, feministki dążące do równouprawnienia płci (m.in. poprzez podejmowanie „męskich” zawodów), nielegalnych imigrantów, bezrobotnych, związki mieszane rasowo i pary decydujące się na zapłodnienie metodą in vitro, a także poprawność polityczną i proces islamizacji Francji oraz krajową służbę zdrowia i system edukacji. 10 czerwca 2004 została ukarana grzywną w wysokości 5 tysięcy euro za „podżeganie do nienawiści rasowej” poprzez antyislamskie wypowiedzi zawarte w książce. Po ogłoszeniu wyroku stwierdziła, iż nie ma uprzedzeń rasowych, i przeprosiła w sądzie, mówiąc: Nigdy świadomie nie chciałam nikogo skrzywdzić. Nie leży to w moim charakterze.

## Wpływ
W świecie mody spopularyzowała dekolt typu „odkryta szyja oraz oba ramiona”, nazwany od jej imienia „bardot”, który jest stosowany w krojach swetrów, bluzek, sukienek i topów. Wprowadziła do mody choucroute („kapusta”), fryzurę i bawełniany materiał w kratkę, który zawierał strój zaprojektowany przez Jacques’a Esterela na jej ślub z Jacques’em Charrierem.
Była bohaterką niektórych dzieł Andy’ego Warhola.
Przyczyniła się do promocji miasta Saint-Tropez i miejscowości Armação dos Búzios, którą odwiedziła w 1964 wraz ze swoim ówczesnym partnerem, brazylijskim muzykiem Bobem Zagury. Dziś stoi tam posąg Bardot, stworzony przez Christina Motta.
Była inspiracją dla młodych muzyków: Johna Lennona i Paula McCartneya, którzy planowali nakręcić film The Beatles i Bardot. Bob Dylan powiedział, że pierwsza piosenka, którą napisał, poświęcona była Bardot, poza tym wspomniał o aktorce w piosence „I Shall Be Free” z albumu pt. The Freewheelin’ Bob Dylan.

## Filmografia
- 1952 Manina, dziewczyna bez zasłon (Manina, la fille sans voile) jako Manina
- 1952 Długie zęby (Les Dents longues) jako żona mężczyzny na weselu
- 1952 Wioska w Normandii (Le trou normand) jako Javotte Lemoine
- 1953 Le Portrait de son père jako Domino
- 1953 Ich wielka miłość (Un acte d’amour) jako Mimi
- 1954 Tradita jako Anna
- 1954 Gdyby Wersal mógł mi odpowiedzieć[24] jako mademoiselle de Rozille
- 1955 Wielkie manewry (Les grandes manoeuvres) jako Lucie
- 1955 Syn kochanej Karoliny (Le Fils de Caroline chérie) jako Pilar
- 1955 La lumière d'en face jako Marceau
- 1955 Przyszłe gwiazdy (Futures vedettes) jako Sophie
- 1955 Doktor na morzu (Doctor at Sea) jako Helene Colbert
- 1956 Stokrotka (En effeuillant la marguerite, reż. Marc Allégret) jako Agnes Dumont
- 1956 Mój syn Neron (Mio figlio Nerone) jako Poppea
- 1956 La Mariée est trop belle jako Chouchou
- 1956 I Bóg stworzył kobietę[25] jako Juliete Hardy
- 1956 Helena Trojańska (Helen of Troy) jako Andraste
- 1956 Nieznośna dziewczyna (Cette sacrée gamine) jako Brigitte Latour
- 1957 Paryżanka (Une Parisienne) jako Brigitte Laurier
- 1957 Księżycowi jubilerzy (Les bijoutiers du clair de lune) jako Ursula
- 1958 Na wypadek nieszczęścia (En cas de malheur) jako Yvette Maudet
- 1959 Czy chciałby pan ze mną zatańczyć?[26] jako Virginie Dandieu
- 1959 Kobieta i pajac (La femme et le pantin) jako Eva
- 1959 Babette idzie na wojnę[27], reż. Christian-Jacque) jako Babette
- 1960 Prawda (La vérité) jako Dominique Marceau
- 1960 Zdarzyło się pewnej nocy[28] jako kobieta w restauracji,
- 1961 Sławne miłości (Amours célèbres) jako Agnes Bernauer
- 1961 Kłopotliwa narzeczona (La bride sur le cou) jako Sophie
- 1962 Życie prywatne (Vie privée) jako Jill
- 1961 Odpoczynek wojownika (Le repos du guerrier) jako Genevieve
- 1963 Pogarda (Le Mépris, reż. Jean-Luc Godard) jako Camille Javal
- 1964 Czarująca idiotka (Une ravissante idiote)
- 1965 Viva Maria! jako Maria II
- 1967 Dwa tygodnie we wrześniu (À coeur joie) jako Cecile
- 1968 Trzy kroki w szaleństwo (Histoires extraordinaires]) jako Giuseppina[29]
- 1968 Shalako jako Countess Irini Lazaar
- 1969 Kobiety (Les femmes) jako Clara
- 1969 Niedźwiedź i laleczka (L' ours et la poupée) jako Felicia
- 1970 Nowicjuszki (Les novices) jako Agnes
- 1971 Bulwar Rumu (Boulevard du Rhum) jako Linda Larue
- 1971 Królowe Dzikiego Zachodu (Les pétroleuses) jako Louise
- 1973 Bardzo ładna i bardzo wesoła historia Colinota Trousse-Chemise[30] jako Arabelle
- 1973 Gdyby Don Juan był kobietą[31], reż. Roger Vadim) jako Jeanne

## Nagrody
- 1961: nagroda David di Donatello dla najlepszej aktorki zagranicznej za rolę w filmie Prawda[32]
- 1966: nominacja do BAFTY dla najlepszej aktorki pierwszoplanowej za rolę w filmie Viva Maria!
- 1967: Nagroda Bambi[33]